# Prutasti kaktus
Prutasti kaktus (sitasti kaktus, koralni kaktus, lat. Rhipsalis), rod grmasth penjačica i grmova iz porodice Cactaceae. Sastoji se od 43 vrste.

## Vrste
1. Rhipsalis agudoensis N.P.Taylor
2. Rhipsalis aurea M.F.Freitas & J.M.A.Braga
3. Rhipsalis baccifera (J.S.Muell.) Stearn
4. Rhipsalis barthlottii Ralf Bauer & N.Korotkova
5. Rhipsalis burchellii Britton & Rose
6. Rhipsalis campos-portoana Loefgr.
7. Rhipsalis cereoides (Backeb. & Voll) Backeb.
8. Rhipsalis cereuscula Haw.
9. Rhipsalis clavata F.A.C.Weber
10. Rhipsalis crispata (Haw.) Pfeiff.
11. Rhipsalis cuneata Britton & Rose
12. Rhipsalis dissimilis (G.Lindb.) K.Schum.
13. Rhipsalis elliptica G.Lindb. ex K.Schum.
14. Rhipsalis ewaldiana Barthlott & N.P.Taylor
15. Rhipsalis flagelliformis N.P.Taylor & Zappi
16. Rhipsalis floccosa Salm-Dyck ex Pfeiff.
17. Rhipsalis goebeliana Backeb.
18. Rhipsalis grandiflora Haw.
19. Rhipsalis hileiabaiana (N.P.Taylor & Barthlott) N.Korotkova & Barthlott
20. Rhipsalis hoelleri Barthlott & N.P.Taylor
21. Rhipsalis hylaea F.Ritter
22. Rhipsalis juengeri Barthlott & N.P.Taylor
23. Rhipsalis lindbergiana K.Schum.
24. Rhipsalis mesembryanthemoides Haw.
25. Rhipsalis micrantha (Kunth) DC.
26. Rhipsalis neves-armondii K.Schum.
27. Rhipsalis oblonga Loefgr.
28. Rhipsalis occidentalis Barthlott & Rauh
29. Rhipsalis olivifera N.P.Taylor & Zappi
30. Rhipsalis ormindoi N.P.Taylor & Zappi
31. Rhipsalis pacheco-leonis Loefgr.
32. Rhipsalis pachyptera Pfeiff.
33. Rhipsalis paradoxa (Salm-Dyck ex Pfeiff.) Salm-Dyck
34. Rhipsalis pentaptera Pfeiff. ex A.Dietr.
35. Rhipsalis pilocarpa Loefgr.
36. Rhipsalis pulchra Loefgr.
37. Rhipsalis puniceodiscus G.Lindb.
38. Rhipsalis russellii Britton & Rose
39. Rhipsalis shaferi Britton & Rose
40. Rhipsalis sulcata F.A.C.Weber
41. Rhipsalis teres (Vell.) Steud.
42. Rhipsalis triangularis Werderm.
43. Rhipsalis trigona Pfeiff.